# John Chapman (Radsportfunktionär)
John M. Chapman (* 1877 in College Park, Georgia; † 20. März 1947 in Santa Monica, Kalifornien) war ein US-amerikanischer Radrennfahrer und späterer Radsportorganisator und -funktionär.
Von 1896 bis 1902 war John M. Chapman, der aus ärmlichen Verhältnissen stammte, als Radrennfahrer aktiv, gewann mehrere Rennen auf nationaler Ebene, gehörte aber nie zu den Besten des Landes. Im Juli 1901 stellte der Georgia Cyclone allerdings gemeinsam mit Iver Lawson einen Tandem-Weltrekord auf der Radrennbahn des Salt Palace Velodromes in Salt Lake City mit 9 Minuten und 44 Sekunden über fünf Meilen auf, der 50 Jahre lang Bestand hatte.
Von 1902 bis 1937 war Chapman der bedeutendste Radsport-Organisator in den Vereinigten Staaten. Er betrieb die Radrennbahnen von New York und Newark sowie das Salt Palace Velodrome in Salt Lake City; er reiste nach Europa, um auch dort Rennfahrer für Rennen in den Vereinigten Staaten zu verpflichten. Er verpflichtete den äußerst populären US-amerikanischen Rennfahrer Frank Kramer mit einem Zehn-Jahres-Vertrag, wonach Kramer ein jährliches fünfstelliges, festes Einkommen erhielt. Sein nächster Protegé war Freddie Spencer. Als dieser versuchte, ohne die Vermittlung von Chapman Verträge mit Promotern in Europa abzuschließen, kam Chapman ihm auf die Schliche, weil er die Briefmarken auf den Briefen sah, die er dann zurückhielt. Er machte einen neuen Vertrag mit Spencer, in dem diesem untersagt wurde, in Europa zu starten. Er verpflichtete den niederländischen Weltmeister Piet Moeskops für vier Rennen gegen Spencer, die dieser nach Absprache vor jeweils rund 18.000 Zuschauern gewann.
Die New Yorker Radrennbahn, die zwischen der 225th Straße und dem Broadway befand und 20 000 Zuschauern Platz bot, brannte 1930 ab und wurde nicht wieder aufgebaut. 20 Jahre lang war Chapman auch Präsident der National Cycling Association, die den Profiradsport vertrat. Von 1915 bis 1937 organisierte er zudem die Sechstagerennen im New Yorker Madison Square Garden, die er zeitweise auch leitete. Die Times schrieb über ihn: „More than any other man he was responsible for the growth of the sport as a popular attraction in this country“ und nannte ihn den „Zar des Radsports“.